# Ride the Lightning
Pour la chanson de John Kongos, voir Qu'est-ce qui fait pleurer les blondes ? (chanson)#Version originale de John Kongos.
Albums de Metallica
Kill 'Em All
(1983) Master of Puppets
(1986)
Singles
1. Creeping Death
Sortie : 23 novembre 1984

Ride the Lightning est le deuxième album du groupe de thrash metal américain Metallica. Il est sorti le 27 juillet 1984 chez Megaforce Records et Music for Nations. Il est sorti chez Elektra Records le 19 novembre 1984 après que le groupe a signé chez ces derniers en septembre 1984. Ride the Lightning a été vendu à plus de six millions d'exemplaires rien qu'aux États-Unis et a été crédité sept fois disque de platine.
Ride the Lightning est considéré comme l'un des classiques du thrash metal et comme une transition musicale entre les débuts de Metallica, Kill 'em All et Master of Puppets, plus mélodique et progressif. Musicalement, le groupe a élargi son style d'arrangements plus variés et plus complexes et il est, aujourd'hui encore, un disque fort sophistiqué, tant au niveau musical qu'au niveau des paroles.

## Historique

### Écriture
Le groupe a commencé à travailler sur leur deuxième album en automne 1983. Contrairement à l'album précédent, le bassiste Cliff Burton participe pour la première fois à l'écriture de chansons (celles de Kill 'Em All ayant été écrites avant son arrivée dans le groupe en janvier 1983). La connaissance musicale classique et du jazz de Burton a eu un grand impact sur la musique de Ride the Lightning, qui est mélodique et techniquement plus développée que sur le précédent album.
« Cliff nous a montré, à moi et James [Hetfield], la voie vers de tous nouveaux horizons musicaux, des harmonies et des mélodies [...] De toute façon, comme James et moi sommes associés pour écrire les chansons [...] et comme Cliff [Burton] était dans le groupe, nous avons eu beaucoup à faire avec les contributions musicales de Cliff. »
— Lars Ulrich 1992
Contrairement au premier album Kill 'Em All, sur Ride the Lightning de nombreux morceaux sont plus lents. Selon le batteur Lars Ulrich, il est devenu clair qu'ils « n'ont pas nécessairement à jouer vite pour sembler dur et puissant. » Lyriquement, le groupe reste à l'écart des genres typiques tels que le sexe, Satan et la violence afin de ne pas paraître interchangeables.
Le 24 octobre 1983, le groupe enregistre la démo de Ride the Lightning, financée par l'ancien chef du label européen Music for Nations. La démo contient des chansons déjà écrites à l'époque de Kill 'Em All ; "Fight Fire with Fire" et "Ride the Lightning", la chanson "Creeping Death" et le morceau instrumental "When Hell Freezes Over", qui se trouve sur l'album sous le nom de "The Call of Ktulu".

Comme mentionné avant l'enregistrement de Kill 'Em All, le chanteur James Hetfield est en proie à des doutes sur ses capacités vocales. Hetfield a, de nouveau, proposé au chanteur John Bush de venir avec Metallica. Bush a à nouveau rejeté l'offre et ne voulait pas laisser tomber les membres de son propre groupe Armored Saint. Dans une interview en 1991, John Bush explique qu'il ne regrette pas sa décision. 
« Je ne sais pas si Metallica aurait connu un tel succès avec moi en tant que chanteur. Je ne peux, de toute façon, que mal imaginer ma voix sur Ride the Lightning. »
— John Bush 1991
 Ironiquement, on le retrouvera avec Anthrax, autre groupe phare du Big Four, quelques années plus tard.
En février 1984, Metallica joue en première partie pour Venom dans le cadre des Seven Dates of Hell Tour, leurs premiers concerts en Europe. Après la fin de la tournée, Metallica s'est rendu dans la capitale danoise Copenhague, dans une salle de répétition du groupe compatriote Mercyful Fate répéter les nouvelles chansons.
James Hetfield et Lars Ulrich ont participé à la composition de toutes les chansons. Cliff Burton a participé à six et Kirk Hammett à quatre chansons. Le guitariste Dave Mustaine, qui a été congédié l'année précédente (avant l'enregistrement de Kill 'Em All), est crédité sur les deux chansons Ride the Lightning et The Call of Ktulu en tant que coauteur, car certains des riffs de ces chansons ont été écrits avant son renvoi.

### Enregistrement

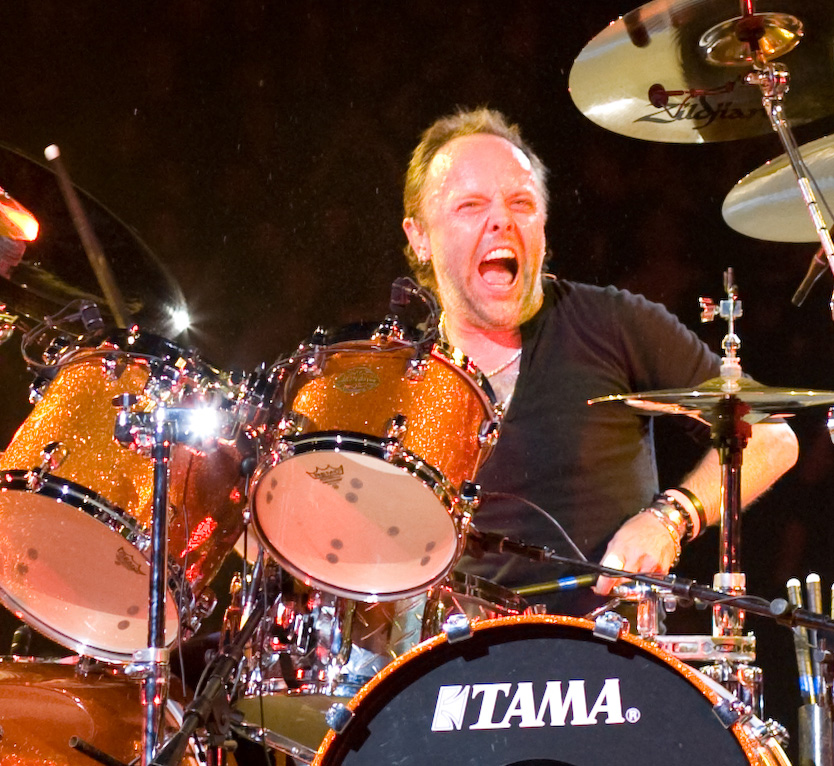
Lars Ulrich

Comme Jon Zazula, fondateur du label Megaforce, qui connaissait des difficultés financières et ne semblait plus en mesure de financer les enregistrements, était prêt à prendre sur le coût de l'atelier Martin Hooker par Music for Nations. Comme les producteurs ont choisi Flemming Rasmussen pour la production de l'album Difficult to Cure du groupe Rainbow avait impressionné les membres de Metallica. Dans une interview à l'occasion du 25e anniversaire de l'album, Rasmussen dit qu'il n'a pas de «raisons financières» en tant que producteur de l'album, mais comme un ingénieur du son. L'album crédite Rasmussen en tant que producteur assistant.
L'enregistrement a commencé le 20 février 1984 aux Studios Sweet Silence à Copenhague. Les enregistrements eurent lieu la nuit car pendant la journée le studio était réservé par d'autres artistes.
« On avait l'habitude de commencer à environ 19 heures avec des balances et le réglage de la batterie. Comme la température descendait pas mal dans la soirée, je partais à partir de 17 heures quand le chauffage au gaz fonctionnait, histoire d'avoir une température acceptable dans la pièce de la batterie et on commençait à enregistrer à partir de dix degrés Celsius. L'enregistrement des pistes de batterie s'est fait dans une atmosphère vraiment glaciale. »
— Flemming Rasmussen, 2009
Le groupe n'a pas répété et ré-arrangé beaucoup dans le studio. La chanson "Fade to Black" a été composée dans le studio même. Les enregistrements quotidiens se terminaient habituellement entre quatre et cinq heures du matin. Les enregistrements de batterie ont eu lieu dans un grand bâtiment d'entrepôt, qui était situé directement derrière le studio. La salle était vide et n'était pas insonorisée, donc il y avait beaucoup de réverbération naturelle.
De plus, le groupe ne pouvait pas se permettre de louer une chambre dans un hôtel, les musiciens ont dormi dans le studio. Le 14 mars 1984, l'enregistrement était terminé.

### Pochette

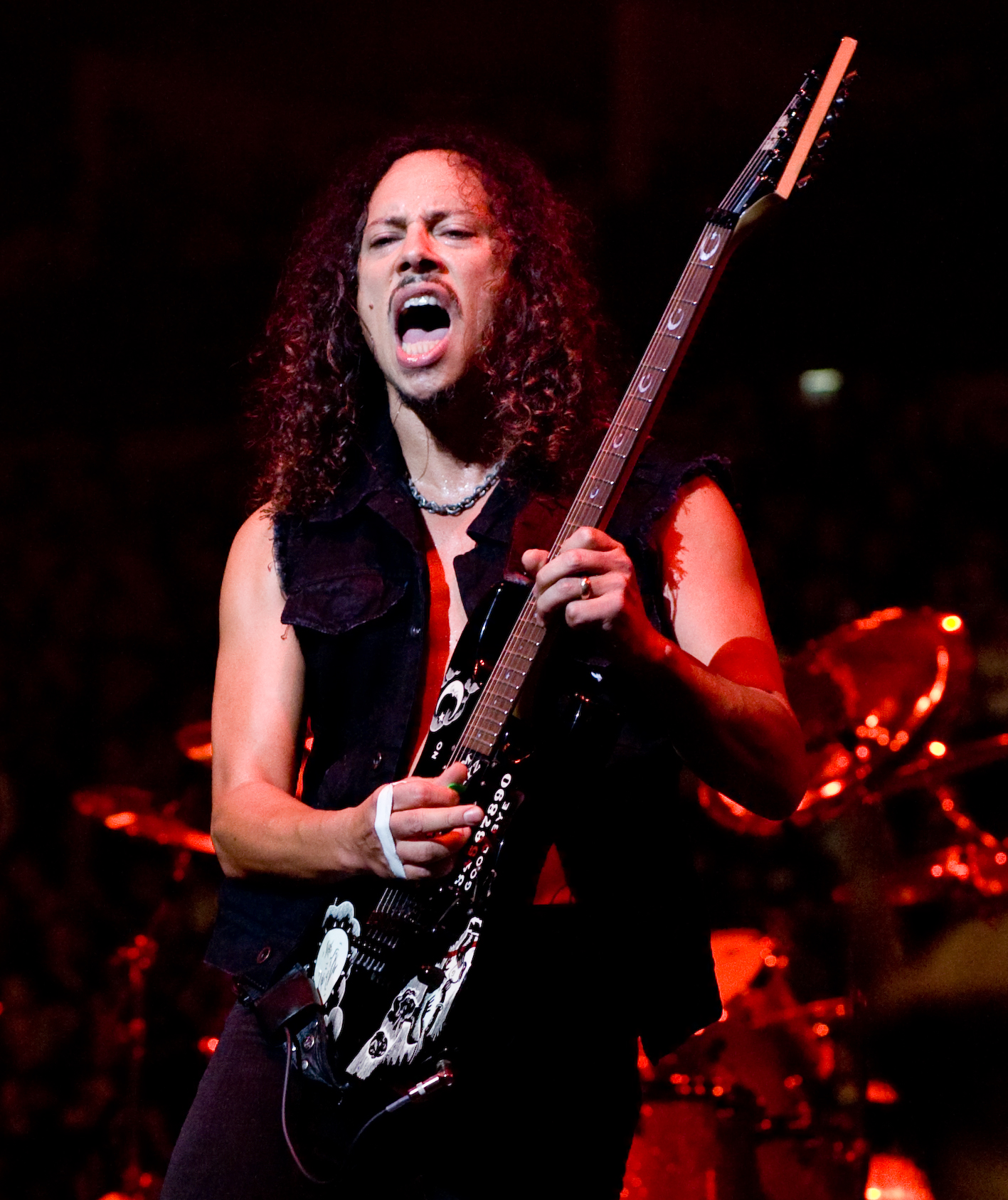
Kirk Hammett.

La couverture de l'album montre une chaise électrique devant un fond de nuage bleu. Le logo Metallica arrache la foudre (Lightning en anglais) sur l'image. Deux d'entre eux touchent la chaise électrique. L'image a d'abord déclenché chez les musiciens peu d'enthousiasme.
« Après un concert (...) à New York, nous avons célébré dans un hôtel de New York, Jon Zazula avait la couverture de Ride the Lightning, elle était présentée pour la première fois. James [Hetfield] et Lars [Ulrich] ont regardé pendant une minute (...). Ils détestaient. Cependant, les contraintes de temps ne permettaient pas de possibilité de changement »
— Scott Ian, guitariste de Anthrax en 2009
En France, environ 3 000 exemplaires de vinyles et 400 cassettes ont été livrés par erreur avec la couleur verte d'arrière-plan au lieu de la couleur bleue. Ces copies sont maintenant des collectors dans les autres pays mais de nombreuses copies illégales existent. L'image originale se déplaçait à une vente aux enchères à Londres à la maison d'enchères Christie's en juillet 2009 pour le prix de 9 375 GBP (environ 10 900 euros) au propriétaire. L'identité exacte de l'artiste est inconnue.

## Publication

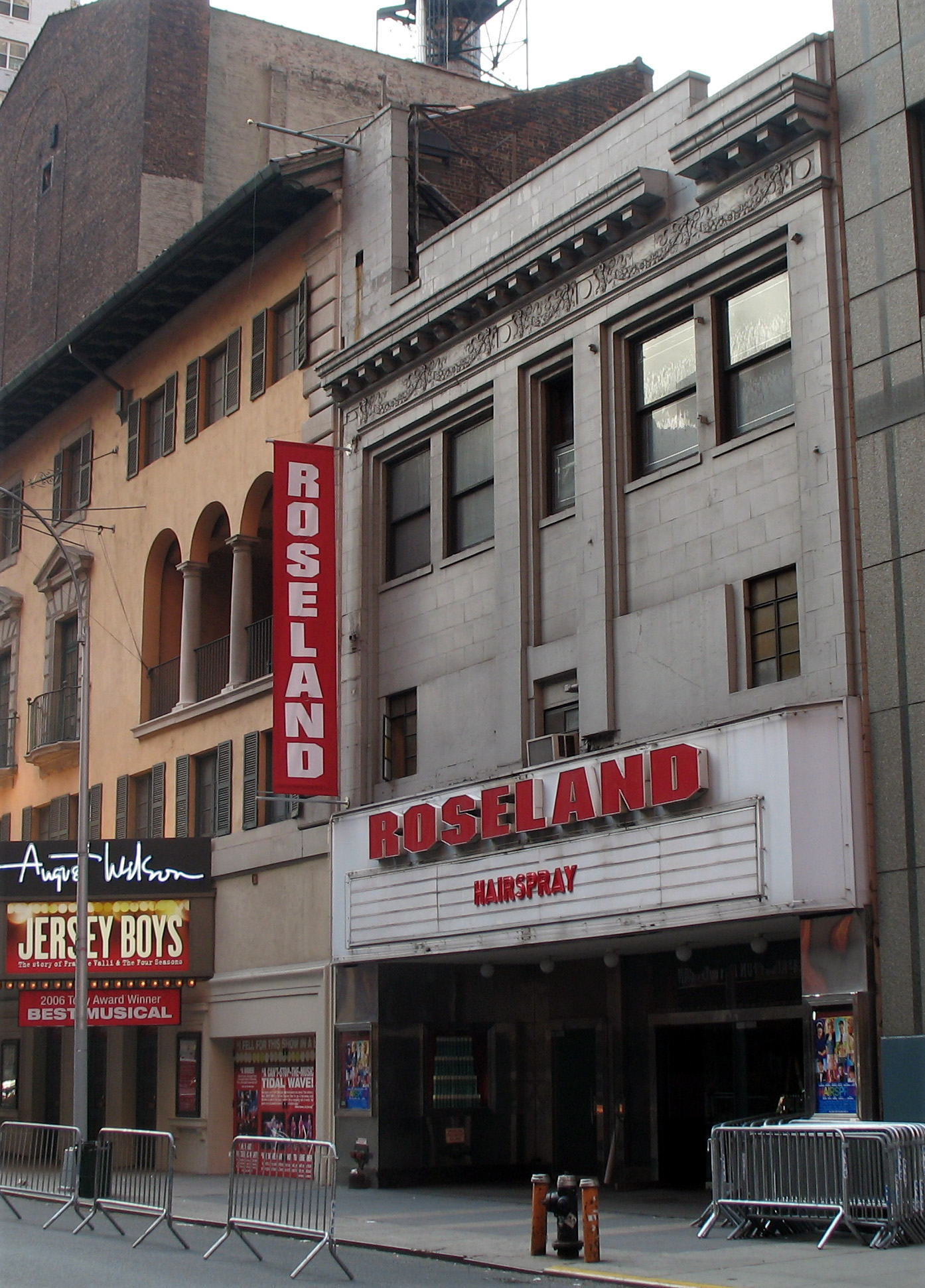
Roseland Ballroom à New York.

Ride the Lightning est sorti le 30 juillet 1984 par Megaforce Records aux États-Unis, par Music for nations au Royaume-Uni et par Roadrunner Records aux Pays-Bas. Les chansons « Fade to Black », « Creeping Death » et « For Whom the Bell Tolls » sont sorties entre 1984 et 1985 en tant que single.
Dans les premiers mois après la sortie chez Mega force a été en mesure de réaliser des ventes à cinq chiffres aux États-Unis. Ainsi, la petite compagnie de Jon Zazula vint à ses limites financières et organisationnelles. Zazula conseillait le groupe de chercher des partenaires plus solides. Zazula a organisé le 3 août 1984, un concert à New York au «Roseland Ballroom», dans lequel les groupes Raven et Anthrax sont apparus en première partie.
Dans le public, alors âgé de 22 ans, Michael Alago a travaillé avec Elektra Records A & R et a été très impressionné par le passage de Metallica.
« L'énergie dans l'air était électrique, l'aspect brillant. J'ai couru derrière la scène, barricadé les portes derrière moi et j'ai dit aux musiciens combien je les aime et combien je voulais faire une partie de ma vie personnelle et professionnelle avec eux. Le lendemain, le groupe m'a rendu visite avec de la nourriture chinoise et de la bière dans le bureau d'Elektra. »
— Michael Alago, 2009
Le groupe a reçu des offres de plusieurs compagnies de disques. Bien que certaines étaient des offres financièrement plus lucratives, Metallica a choisi Elektra, alors que le groupe espérait un soutien plus important de cette société. Selon James Hetfield, il y avait, à l'époque, Mötley Crüe et Dokken comme groupes de métal sous contrat, alors qu'il n'y en avait plus dans d'autres sociétés.
Outre Elektra, le groupe a également essayé Bronze Records. Pendant les séances d'enregistrement à Copenhague, le propriétaire de l'entreprise Gerry Bron rendait visite au groupe. Cependant, Bron était mécontent de l'album présenté à lui de jouer et a demandé au groupe, de ré-enregistrer l'album entier en Angleterre avec le producteur Eddie Kramer. Metallica a refusé cette allégation et a rejeté l'offre de Bronze Records.
Le 19 novembre 1984, Ride the Lightning est finalement réédité par Elektra. La version d'Elektra est identique à la publication originale. Quatre jours plus tard, le single "Creeping Death" sort.
Certains titres de l'album ont été modifiés. Ainsi les titres intitulés "For Whom the Bells Toll" au lieu de "For Whom the Bell Tolls" et "The Call of Ktulu" au lieu de "The Call of Cthulhu",.

## Composition du groupe
- James Hetfield : chants, guitare rythmique, guitare acoustique sur Fade to black
- Lars Ulrich : batterie, chœurs sur Ride the Lightning
- Cliff Burton : basse, chœurs, solo de basse sur The Call of Ktulu, guitare acoustique sur Fight Fire with Fire (intro)
- Kirk Hammett : guitare solo, chœurs sur Ride the Lightning et Trapped Under Ice

## Caractéristiques artistiques

### Liste des chansons
| 1. | Fight Fire With Fire    | James Hetfield, Lars Ulrich, Cliff Burton | 4:44 |
| 2. | Ride the Lightning      | Hetfield, Ulrich, Burton, Dave Mustaine   | 6:39 |
| 3. | For Whom the Bell Tolls | Hetfield, Ulrich, Burton                  | 5:11 |
| 4. | Fade to Black           | Hetfield, Ulrich, Burton, Kirk Hammett    | 6:55 |

| 5. | Trapped Under Ice | Hetfield, Ulrich, Hammett          | 4:04 |
| 6. | Escape            | Hetfield, Ulrich, Hammett          | 4:24 |
| 7. | Creeping Death    | Hetfield, Ulrich, Burton, Hammett  | 6:36 |
| 8. | The Call of Ktulu | Hetfield, Ulrich, Burton, Mustaine | 8:53 |

### Analyse des chansons

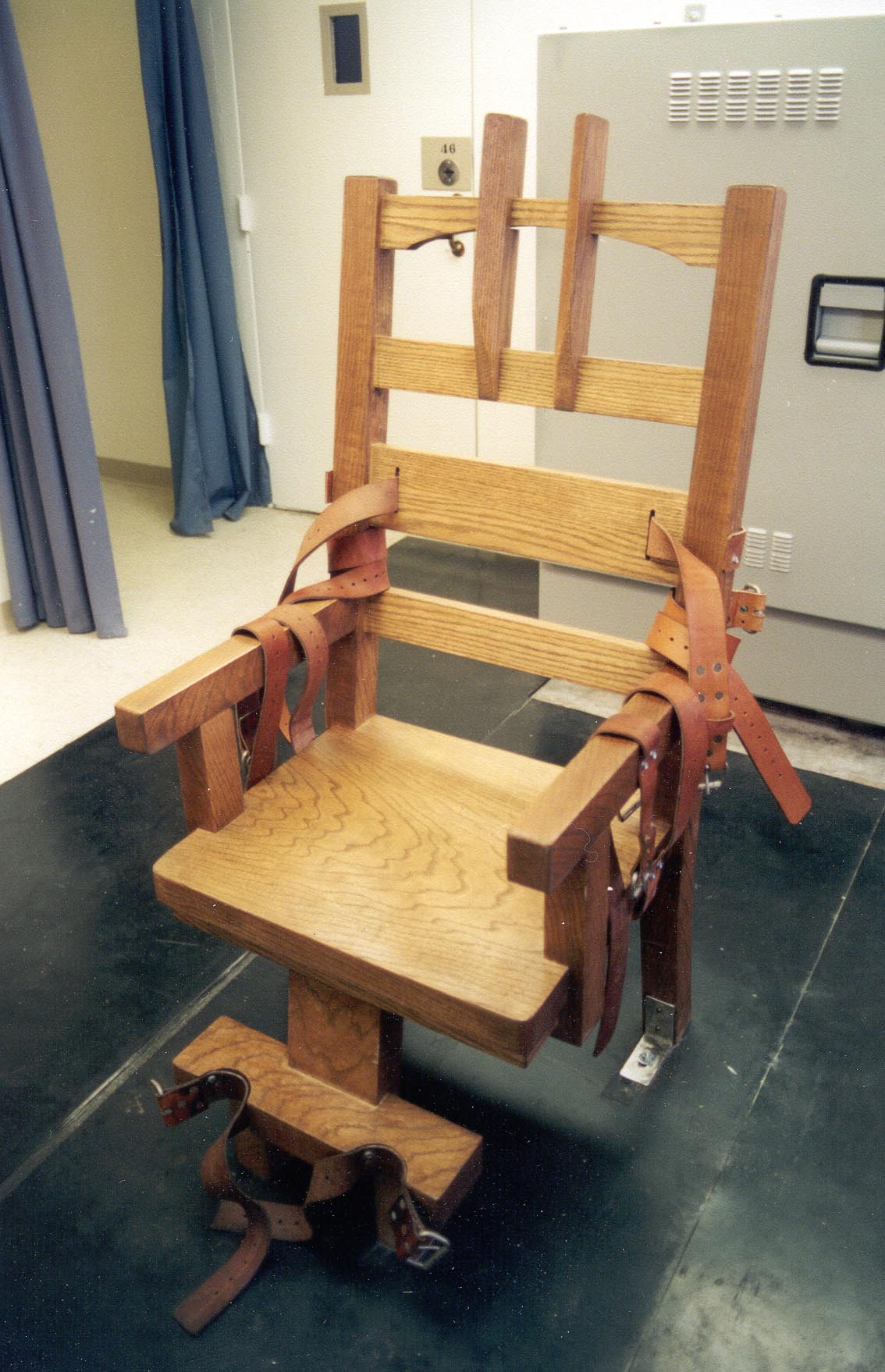
La chaise électrique, peine de mort aux États-Unis, thème principal de la chanson-titre.

L'album s'ouvre sur la chanson Fight Fire With Fire, commence par un passage joué à la guitare acoustique, puis quarante secondes plus tard, les guitares électriques surgissent et sont rapides et fortement saturées. "Fight Fire With Fire" est une des chansons les plus rapides que Metallica ait jamais écrit. Lyriquement il s'agit de la menace d'une guerre nucléaire. La chanson se termine avec le bruit d'une explosion atomique.
La chanson-titre Ride the Lightning décrit les pensées d'un homme innocent sur la chaise électrique et s'apprête à être exécuté. À la fin de la chanson, il s'avère que le protagoniste a fait un cauchemar. Dans une interview avec le magazine Guitar World James Hetfield a expliqué que la chanson n'est pas contre la peine de mort mais plutôt favorable, mais traite plutôt l'idée d'être attaché à une chaise électrique, même si le personnage n'a pas commis de crime. Bien que la chanson soit plutôt de tempo moyen, la vitesse augmente de façon marquée au cours du deuxième solo de guitare.
Le texte de For Whom the Bell Tolls est tiré du roman de Ernest Hemingway Pour qui sonne le glas. C'est l'histoire de quelques soldats, durant la guerre civile espagnole qui sont tués dans la tentative de conquérir un pont tenu par les fascistes, sur une colline par une attaque aérienne
« For a hill men would kill. Why? They do not know. Stiffened wounds test their pride. »
— For Whom the Bell Tolls
« Pour une colline des hommes tueraient, pourquoi ? Ils l'ignorent. Les blessures endurées testent leur orgueil. »
— Traduction libre
L'introduction chromatique, exécutée normalement par une guitare électrique, était en vérité créée par le bassiste Cliff Burton en utilisant la distorsion et la pédale wah-wah sur sa basse. Ce solo aurait été écrit alors qu'il faisait partie de Trauma, son précédent groupe.
Fade to Black est la première power ballad réalisée par Metallica et la première chanson de Metallica où James Hetfield chante avec la voix totalement claire. Lyriquement il s'agit d'un homme qui, en raison de sa dépression, a envie de se suicider. L'inspiration pour cette chanson est venue le 14 janvier 1984 à Boston où tout leur matériel a été volé. La base de la chanson vient de James Hetfield, un jour dans la salle de répétition sur une guitare acoustique où il jouait des arpèges en accords mineures. Le solo de guitare à la fin de la chanson est venu spontanément dans le studio. Metallica s'attira les foudres de ses fans hardcore pour avoir inclus une ballade sur le disque, mais sur le plan affectif, sinon sonore, cette chanson est une composition aussi lourde que toutes celles que le groupe a jamais enregistrées.
« Pour le solo final je ne savais pas trop quoi jouer. Nous étions depuis cinq ou six mois au Danemark et j'avais le mal du pays. Comme c'était une chanson sombre et que nous étions tous très déprimés, j'ai pensé à des choses déprimantes en jouant le solo — et ça m'a vraiment aidé ! »
— Kirk Hammett, 1991

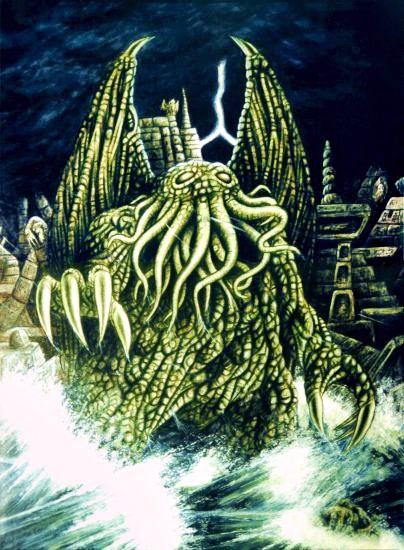
Représentation de la créature Cthulhu tirée de la nouvelle The Call of Cthulhu.

Trapped Under Ice, décrit le désespoir d'un prisonnier sous une couche de glace, qui se noie également et se fige alors en essayant vainement d'appeler à l'aide. Selon Kirk Hammett, Trapped Under Ice se base sur la chanson The Impaler de son ancien groupe Exodus. Le texte a de nombreuses interprétations, allant de l'aliénation et la solitude à la toxicomanie et l'alcool.
Dans Escape, c'est l'histoire d'un homme tourmenté, las de la vie, qui ne peux plus surmonter ses problèmes qui veut se vider l'esprit en s'évadant (to escape signifiant s'évader). La chanson prend place dans une cellule de prison où un homme est enfermé, et de laquelle il veut sortir. Cette situation a priori simpliste permet à James d'aborder le thème de la liberté individuelle : « life’s for my own, to live in my own way » (« ma vie m'appartient, et je la vis comme je veux »), la chanson se termine par des bruits de sirènes.
Arrive ensuite Creeping Death, une des chansons les plus jouées en live par Metallica. Tout au long de la chanson, on retrouve des allusions aux Dix plaies d'Égypte, par exemple le Nil rougi par le sang, trois jours d’obscurité, une pluie de feu et d’autres images épiques. Le texte parle à la première personne en place de la « Mort rampante ». Le titre aurait été trouvé par Cliff Burton, lors du visionnage du film Les Dix Commandements. En voyant l'ange de la mort illustré sous forme de brouillard, Cliff Burton se serait écrié : « Whoa, that's like creeping death! » ; James Hetfield lui aurait alors répondu : « Whoa, man, that's fucking poetry! ».
The Call of Ktulu est la deuxième chanson instrumentale du groupe, inspirée des écrits de H. P. Lovecraft, plus précisément de L'Appel de Cthulhu et cherche à évoquer l'horreur éponyme épique du monstre sans faire appel au chant. C'est l'une des chansons qui ont été écrites par Dave Mustaine de Megadeth (titre original When Hell Freezes Over), avant son éviction du groupe. Mustaine réutilisera d'ailleurs l'une des suites d'accords de l'introduction comme base pour la chanson Hangar 18 sur l'album Rust in Peace. Cependant, ce morceau est réputé pour l'intervention de Cliff Burton. En effet, il s'y déroule un solo de basse au milieu de la chanson (malgré le fait que la piste soit mixée assez bas), démontrant l'ingéniosité et l’extravagance de Cliff. Le réarrangement de cette chanson avec l'aide de Michael Kamen sur S&M a valu à Metallica un Grammy Award pour la meilleure performance rock instrumentale. Ils l'intitulèrent The Call of Ktulu et non The Call of Cthulhu en référence à ce qu'écrivait Lovecraft dans ses nouvelles: les simples mortels ne sont pas autorisés à épeler ni écrire son nom. Certains disent que l'orthographe du nom de la créature fut changé pour que le headbanger moyen soit en mesure de le prononcer (sans doute également pour éviter les poursuites judiciaires...).

## Critiques et distinctions

### Classement
Ride the Lightning a seulement atteint des positions basses dans les charts. À la mi-août 1984, l'album a débuté au numéro 87 dans les charts britanniques et est resté pendant deux semaines. Aux États-Unis, l'album a débuté en Mars 1985, au no 100 et était présent pour un total de 41 semaines. En Allemagne et en Autriche, l'album n'a plus bougé. Les plus remarquables sont dans les charts en Suisse. Été 2008, environ 24 ans après la sortie de l'album originale, se classe numéro 78 dans les charts suisses et le single "Fade to Black" était au numéro 100 des charts singles suisses.
La meilleure position dans les chartes pour Ride the Lightning était en mai 2007 en Finlande. Dans la 22e semaine de l'année étaient Metallica avec dix albums simultanément dans les charts complets de 40 albums. Ride the Lightning a terminé neuvième.

### Récompenses
Avec plus de six millions d'albums vendus aux États-Unis, Ride the Lightning a été distingé avec six disques de platine. À la fin de 2009, environ 5,6 millions d'exemplaires de l'album ont été vendus aux États-Unis. Hors des États-Unis, Ride the Lightning a été certifié disque de platine au Canada et disque d'or au Royaume-Uni.

### Critique
Lors de sa sortie, l'album a reçu d'excellentes critiques dans la presse spécialisée. Götz Kühnemund du magazine allemand Rock Hard lui a décerné la note maximale de 10/10. Selon Steve Huey du magazine AllMusic , Ride the Lightning, a établi "un nouvel étalon pour une génération de thrashers. "Si Kill 'Em All était le manifeste, Ride the Lightning était la révolution elle-même", déclare Huey. Stefan Lang, du magazine en ligne Powermetal.de considère Ride the Lightning comme un «classique absolu du Metal», qui doit «faire partie de toute collection».
Cependant, certains fans du premier album l'ont moins bien accueilli. Mike Blim a écrit en 1984 dans Metal Hammer que le groupe aurait "dérivé vers un style plus commercial". Dave Lombardo de Slayer exprime dans le fanzine Slayer que Ride the Lightning n'est pas aussi puissant que son prédécesseur. Jeff Hanneman, cependant, a dit que l'objectif du groupe avec leur deuxième album, Hell Awaits était de montrer que Slayer comme Ride the Lightning de Metallica était en mesure de livrer un second album meilleur que le premier.

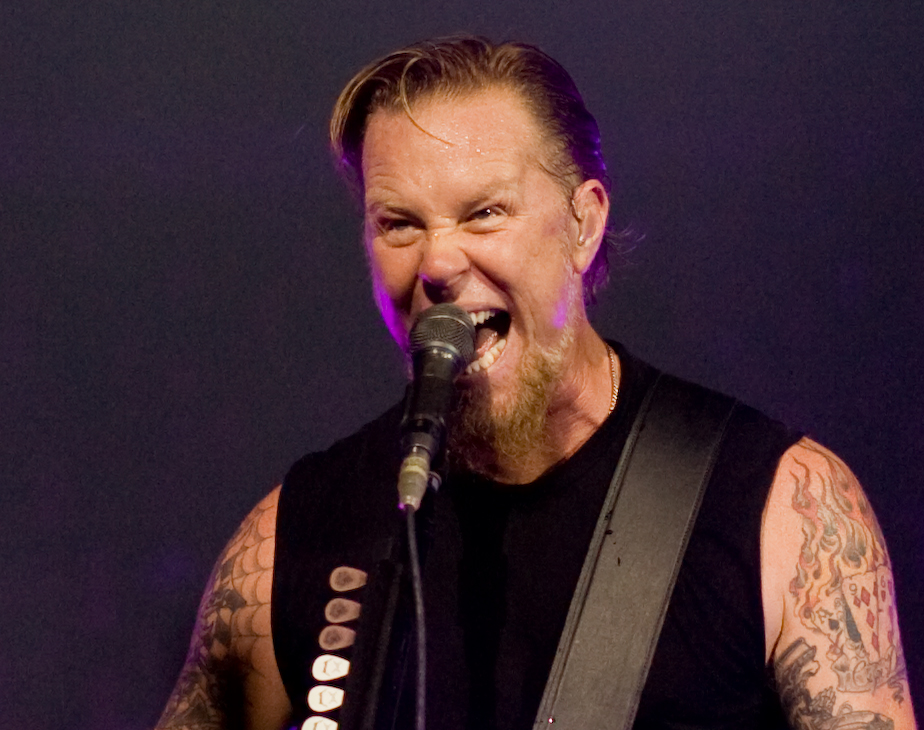
James Hetfield

Le magazine allemand Metal Hammer a publié dans son numéro de décembre 2009 un article de huit pages à l'occasion du 25e anniversaire de l'album. Outre un aperçu de l'historique et la signification de l'œuvre, l'article comporte une réimpression d'un article sur l'album de 1984, des entretiens avec Michael Alago et Flemming Rasmussen, des citations de musiciens, et des informations plus détaillées. Quatre ans plus tôt, les lecteurs de Metal Hammer classent Ride the Lightning au numéro trois sur la liste des 100 meilleurs albums de metal de tous les temps.
Les rédacteurs du magazine Rock Hard publie en 2005 Best of Rock & Metal, qui comprenait les 500 meilleurs albums de metal et hard rock de tous les temps. Ride the Lightning est classé troisième. Le magazine en ligne metal-rules.com Ride the Lightning paru en septembre dans sa liste des 100 meilleurs albums de metal de tous les temps 2003 numéro trois. IGN classe Ride the Lightning cinquième sur les 25 meilleurs albums de metal depuis l'album "l'album de metal parfait est très proche". Le magazine américain Guitar World classe le solo de Kirk Hammett à la fin de "Fade to Black", au no 24 de la liste des 100 meilleurs solos de guitare.

## Charts et certifications
Charts album
| Pays             | Durée du classement | Meilleur classement | Date               |
| ---------------- | ------------------- | ------------------- | ------------------ |
| Allemagne        | 1 semaine           | 47e                 | 20 mai 2016        |
| Australie        | 2 semaines          | 38e                 | 28 septembre 2008  |
| Belgique (W)     | 1 semaine           | 145e                | 29 juin 2019       |
| Belgique (V)     | 2 semaines          | 116e                | 22 juin 2019       |
| Canada           | semaines            | 98e                 | 5 juillet 2016     |
| Espagne          | 24 semaines         | 36e                 | 17 septembre 2017  |
| États-Unis       | 59 semaines         | 48e                 | 5 juillet 2016     |
| Finlande         | 9 semaines          | 9e                  | 28 mai 2007        |
| France           | 5 semaines          | 126e                | 13 juin 2004       |
| Italie           | 2 semaines          | 66e                 | 2 septembre 2010   |
| Norvège          | 1 semaines          | 40e                 | 15 septembre 2003  |
| Nouvelle-Zélande | 1 semaines          | 32e                 | 27 septembre 2010  |
| Pays-Bas         | 5 semaines          | 20e                 | 1er septembre 1984 |
| Portugal         | 2 semaines          | 35e                 | 6 mai 2019         |
| Royaume-Uni      | 2 semaines          | 87e                 | 18 août 1984       |
| Suède            | 13 semaines         | 22e                 | 31 août 1984       |
| Suisse           | 1 semaines          | 78e                 | 28 septembre 2008  |

Certifications
| Pays        | Certification | Ventes      | Date              |
| ----------- | ------------- | ----------- | ----------------- |
| Allemagne   | Platine       | 500 000 +   | mai 2019          |
| Canada      | Platine       | 100 000 +   | 27 janvier 1994   |
| Danemark    | 2 × Platine   | 40 000 +    | 19 septembre 2017 |
| États-Unis  | 6 × Platine   | 6 000 000 + | 13 décembre 2012  |
| Italie      | Or            | 25 000 +    | 2021              |
| Pologne     | Platine       | 20 000 +    | 28 juillet 2021   |
| Royaume-Uni | Or            | 100 000 +   | 29 septembre 1988 |

Chart single
| Année | Single        | Chart               | Durée du classement | Position |
| ----- | ------------- | ------------------- | ------------------- | -------- |
| 2008  | Fade to Black | Schweizer Hitparade | 1 semaine           | 100e     |